# Femico
Il termine femico deriva dall'associazione delle parole ferro e magnesio e sta appunto a indicare quei minerali componenti le rocce magmatiche che sono ricchi di composti di questi elementi. Talvolta viene usato il termine mafico che deriva dalla stessa associazione ferro-magnesio proposta ed è in effetti un sinonimo preferito dai petrografi della scuola anglosassone.

## Caratteristiche fisiche dei minerali femici
Questi minerali hanno quasi sempre un colore scuro, con tonalità diverse in funzione della quantità di ferro presente (verde, bruno, azzurro scuro, nero) e una gravità specifica superiore a 3.

## I minerali femici
I minerali femici tipici sono: miche (tutte, compresa la muscovite), pirosseni, anfiboli, olivine, minerali opachi al microscopio, accessori (zircone, apatite, titanite, ecc.), epidoto, allanite, granato, melilite, monticellite, wollastonite e carbonati primari.

## Utilizzo petrografico dei minerali femici
La percentuale totale in volume di questi minerali in una roccia, indicata con la lettera M, costituisce uno dei quattro parametri modali utilizzati per la classificazione delle rocce ignee o magmatiche. Se M è minore di 90%, per classificare la roccia si usa il diagramma QAPF. Se M è uguale o maggiore di 90%, la roccia è definita ultrafemica e va classificata usando diagrammi specifici. Il contenuto di minerali femici è utilizzato anche per definire l'indice di colore di una roccia.
Rocce ricche in minerali femici sono ad esempio il basalto e il gabbro. Esempi di rocce ultrafemiche sono la peridotite e la kimberlite.

## Aspetti chimici
Dal punto di vista chimico le rocce mafiche (o femiche), avendo un basso contenuto di SiO2 (silice), sono all'estremo opposto delle cosiddette rocce felsiche (o sialiche), che hanno contenuti di silice superiori al 50%. In questo senso in passato, riferendosi alla percentuale di SiO2 presente, si parlava anche di rocce basiche o rocce acide, mentre oggi si preferisce usare la terminologia femico/felsico.

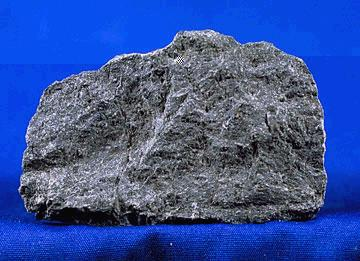